# هارون كرايغ
هارون كرايغ (بالإنجليزية: Aaron Craig)‏ هو لاعب قذف أيرلندي، ولد في 1992 في Mullingar ‏ في جمهورية أيرلندا.